# Governo Nicolás Maduro (2025–presente)
O terceiro governo de Nicolás Maduro iniciou em 10 de janeiro de 2025, com sua controversa posse no Palácio Federal Legislativo, representando o terceiro mandato consecutivo do governo Maduro.
Maduro, do Partido Socialista Unido da Venezuela, foi proclamado vencedor das eleições presidenciais de 2024 na Venezuela pelo Conselho Nacional Eleitoral sem apresentar os comprovantes eleitorais, mesmo após as denúncias de fraude eleitoral por parte da oposição e da comunidade internacional, que reconheceram Edmundo González Urrutia como presidente eleito do país.

## Controvérsias
Em 10 de janeiro de 2025, após a posse de Nicolás Maduro, o governo dos Estados Unidos aumentou para 25 milhões de dólares a recompensa por informações que levem à captura do presidente Nicolás Maduro e do ministro do Interior, Justiça e Paz, Diosdado Cabello, ambos acusados de crimes relacionados ao narcoterrorismo. Anteriormente, a recompensa era de 15 milhões de dólares para cada um, valor anunciado em 2020 durante o governo Trump e posteriormente elevado para 25 milhões no governo Biden. Além disso, os EUA também divulgaram uma nova lista de sanções contra agentes do governo venezuelano e funcionários de estatais do país. Foi anunciada também uma nova recompensa de até 15 milhões de dólares pela captura do ministro da Defesa da Venezuela, Vladimir Padrino.
O governo do Reino Unido impôs sanções a 15 altos funcionários da Venezuela, incluindo juízes, membros das forças de segurança e oficiais militares, e justificou as sanções, alegando que esses indivíduos são responsáveis por enfraquecer a democracia, o estado de direito e por cometerem violações dos direitos humanos. O secretário de Relações Exteriores britânico, David Lammy, qualificou o regime de Nicolás Maduro como "fraudulento".